# درک‌آباد (چادگان)
درک‌آباد (چادگان)، روستایی از توابع بخش چنارود شهرستان چادگان در استان اصفهان ایران است.

## جمعیت
این روستا در دهستان چنارود شمالی قرار دارد و براساس سرشماری مرکز آمار ایران در سال ۱۳۸۵، جمعیت آن ۴۳۹ نفر (۸۰خانوار) بوده‌است.